# Stevie Chalmers
Thomas Stephen Chalmers (Glasgow, 1935. december 26. – 2019. április 29.) skót válogatott labdarúgó.

## Pályafutása

### Klubcsapatokban
Chalmers Glasgow Garngad kerületében született, ahol a katolikus St. Roch középiskolában végezte tanulmányait.  Pályafutását még junior korosztályú labdarúgóként az Ashfieldben kezdte, majd 1959 márciusában írt alá a Celtichez.
Tizenkét teljes szezont töltött a glasgow-i csapatnál, ahol hat bajnoki címet, négy Skót Ligakupát és három Skót Kupát nyert, valamint részese volt a klubtörténet legnagyobb sikerének, az 1967-es BEK-győzelemnek. Pályára lépett az olasz Internazionale ellen megnyert döntőben is, ahol ő szerezte a győztes gólt. Az 1969-es Ligakupa-döntőben eltörte a lábát, ezért hosszabb időre pályán kívülre kényszerült, ki kellett hagynia az 1970-es BEK-döntőt is, amit a Celtic elvesztett a holland Feyenoord ellenében. Összesen 236 gólt szerzett tétmérkőzésen a klub színeiben, ezzel ötödik a vonatkozó örökranglistán, a klubtörténet egyik legjelentősebb labdarúgója.
1971 szeptemberében a Greenock Morton játékosa lett, majd 1972-től számítva három szezont töltött a Partick Thistle csapatában mielőtt befejezte volna pályafutását.
2016-ban beválasztották a skót labdarúgás halhatatlanjai közé.

### A válogatottban
1964 és 1966 között öt alkalommal szerepelt a skót válogatottban, három gólt szerzett. Többször játszott a skót liga legjobbjaiból összeállított ligaválogatottban, amely más bajnokságok legjobbjaival is gyakran megmérkőztek.

## Magánélete
Édesapja, David az 1920-as években a Clydebank labdarúgója volt, fia, Paul az 1980-as években több skót klubban, köztük a Celticben is játszott.
1955-ben tuberkulózis-meningitist diagnosztizáltak nála, azonban sikerült megmenteni az életét, nagyban köszönhetően egy Rangers-szurkoló orvosprofesszor közbenjárásának köszönhetően.
2017-ben megerősítették, hogy a 81 éves Chalmers demenciában szenved (ugyanaz a betegség, amelyben az 1967-es BEK-győztes csapat kapitánya, Billy McNeill is szenvedett), és nem tudott részt venni a győzelem 50. évfordulóján tartott megemlékezésen sem.
Chalmers 2019. április 29-én hunyt el, 83 éves korában. Nős volt, hat gyermeke született.

## Statisztika

### Klubcsapatokban
| Ország         | Ország          | Ország          | Bajnokság     | Bajnokság | Országos kupa | Országos kupa | Ligakupa      | Ligakupa | Nemzetközi kupa | Nemzetközi kupa | Összesen      | Összesen |
| Szezon         | Klub            | Bajnokság       | Pályára lépés | Gól       | Pályára lépés | Gól           | Pályára lépés | Gól      | Pályára lépés   | Gól             | Pályára lépés | Gól      |
| Skócia         | Skócia          | Skócia          | Bajnokság     | Bajnokság | Skót Kupa     | Skót Kupa     | Ligakupa      | Ligakupa | Nemzetközi kupa | Nemzetközi kupa | Összesen      | Összesen |
| Összesen       | Dumbarton       | Dumbarton       | 1             | 0         |               |               |               |          |                 |                 |               |          |
| Összesen       | Celtic          | Celtic          | 261           | 155       |               |               |               |          |                 |                 |               |          |
| Összesen       | Greenock Morton | Greenock Morton | 32            | 8         |               |               |               |          |                 |                 |               |          |
| Összesen       | Partick Thistle | Partick Thistle | 44            | 6         |               |               |               |          |                 |                 |               |          |
| Karrier összes | Karrier összes  | Karrier összes  | 338           | 169       |               |               |               |          |                 |                 |               |          |
| -------------- | --------------- | --------------- | ------------- | --------- | ------------- | ------------- | ------------- | -------- | --------------- | --------------- | ------------- | -------- |
| Forrás:        |                 |                 |               |           |               |               |               |          |                 |                 |               |          |

### Szereplése a válogatottban
| Skócia   | Skócia        | Skócia |
| Év       | Pályára lépés | Gől    |
| -------- | ------------- | ------ |
| 1964     | 2             | 2      |
| 1965     | —             | —      |
| 1966     | 3             | 1      |
| Összesen | 5             | 3      |

### Válogatott góljai
Az eredmények Skócia szempontjából értendőek.
| #  | Dátum             | Helyszín              | Ellenfél   | Eredmény a gólt követően | Végeredmény | Versenysorozat                |
| -- | ----------------- | --------------------- | ---------- | ------------------------ | ----------- | ----------------------------- |
| 1. | 1964. október 3.  | Ninian Park, Cardiff  | Wales      | 1–1                      | 2–3         | 1964–65-ös Brit házibajnokság |
| 2. | 1964. október 21. | Hampden Park, Glasgow | Finnország | 2–0                      | 3–1         | világbajnoki selejtező        |
| 3. | 1966. június 25.  | Hampden Park, Glasgow | Brazília   | 1–0                      | 1–1         | Barátságos mérkőzés           |

## Sikerei, díjai
Celtic
- Bajnokcsapatok Európa-kupája-győztes (1): 1966–67
- Interkontinentális kupa-döntős: 1967
- Skót bajnok (4): 1965–66, 1966–67, 1967–68, 1968–69, 1969–70, 1970-71
- Skót Kupa-győztes (3): 1964–65, 1966–67, 1968–69
- Skót Ligakupa-győztes (4): 1966–67, 1967–68, 1968–69, 1969–70
- Glasgow-kupa-győztes (4): 1961–62, 1963–64, 1964–65, 1966–67